# كيمياء طبية
الكيمياء الطبية (Iatrochemistry) هو فرع تاريخي من فروع علم الكيمياء والذي كان سائداً في القرنين السادس عشر والسابع عشر، وكانت له جذور مرتبطة بالخيمياء، وكان الهدف منه إيجاد حلول كيميائية من أجل معالجة الأمراض وحالات التوعك.
في الوقت الحالي ومع تطور العلوم أصبحت مواضيع الكيمياء الطبية إلى حد ما تدرس في للكيمياء الحيوية وعلم الصيدلة.